# Eerste consul

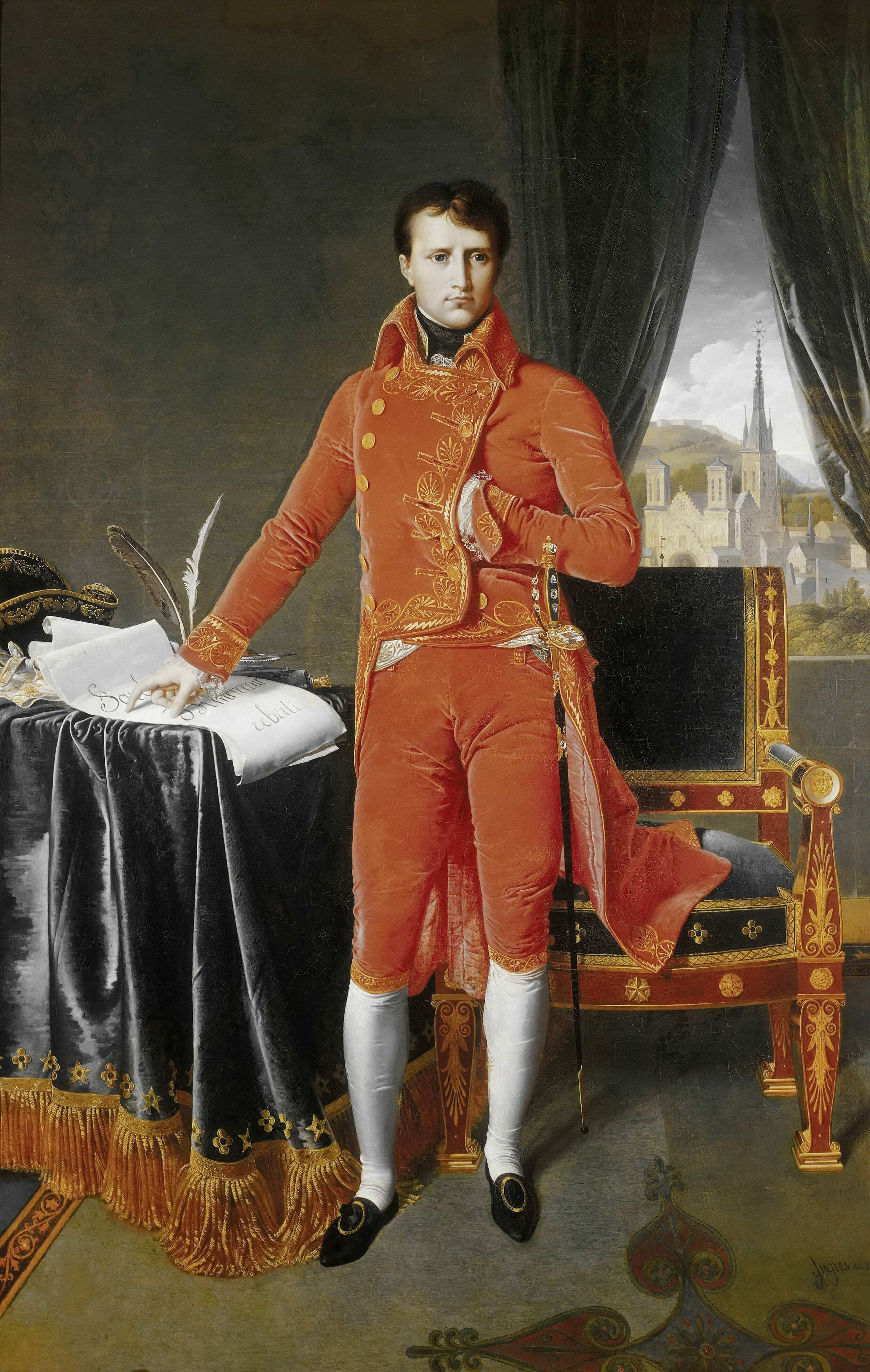
Napoleon als eerste consul

Eerste consul was de titel waarmee Napoleon Bonaparte zich bedacht na de staatsgreep van 9 november 1799, toen hij het Directoire, de toenmalige regering, afzette.
Oorspronkelijk was het plan van de samenzweerders dat er drie consuls tegelijk zouden regeren. De eerste consul zou de binnenlandse gebieden besturen, de tweede consul zou de veroverde buitenlandse onder zijn hoede nemen, en de derde consul Charles François Lebrun zou als een soort ambassadeur optreden.
De nieuwe grondwet ging een andere richting uit en maakte Napoleon alleenheerser. In 1802 verlengde hij zijn ambtstermijn van tien jaar door middel van een plebisciet tot levenslang, en in 1804 kroonde hij zichzelf tot erfelijk keizer in de Notre-Dame in Parijs.